# ダコタ・ブルー・リチャーズ
ダコタ・ブルー・リチャーズ（Dakota Blue Richards、1994年4月11日 - ）は、イギリスの女優。

## 来歴
ロンドン出身。その後、ブライトンに移住。母親は薬物更生を専門とするソーシャルワーカーでアメリカ人類学者でもある。ダコタの名前は母親がサセックス大学でアメリカ学を学んだ後にアメリカで1年過ごした際にネイティブ・アメリカンのスー族と親しくなったことから名付けられた。ダコタの出生証明書には父親の名前は記載されていない。
2006年6月にケンブリッジ、オックスフォード、エクセター、ケンダルで行われたオーディションで、約15000人の中から『ライラの冒険』シリーズの主人公ライラに選ばれ、2007年公開の『ライラの冒険 黄金の羅針盤』でデビュー。

## 主な出演作品

### 映画
- ライラの冒険 黄金の羅針盤 - His Dark Materials: The Golden Compass 2007年
- ムーンプリンセス 秘密の館とまぼろしの白馬 - The Secret of Moonacre 2009年
- ポスト・アポカリプス - The Quiet Hour 2014年

### テレビ
- Dustbin Baby 2008年 日本未公開
- Skins（series 5、series 6）2011年～2012年
- 刑事モース〜オックスフォード事件簿〜